# Лі Су Ман
Лі Су Ман (кор. 이수만, нар. 18 червня 1952) — південнокорейський підприємець і засновник SM Entertainment Group, що спеціалізується на K-pop музиці та займає надзвичайно важливу позицію в південнокорейській індустрії розваг. SM зараз є найбільшим лейблом у Південній Кореї завдяки успіху таких виконавців, як H.O.T, S.E.S., Shinhwa, BoA, TVXQ, Super Junior, Girls' Generation, SHINee, f(x), Red Velvet, EXO та NCT.

## Ранні Роки
Лі Су Ман народився в Сеулі, Південна Корея, 18 червня 1952 року. Хлопчик ріс у сім'ї вченого та музикантки. Він добре навчався у школі та був прийнятий до Сеульського національного університету. Су Ман почав співати у 1971 році, згодом став учасником чоловічого дуету April & May. У 1973 він отримав нагороду MBC TOP 10 Singer. Крім того, став доволі успішним телеведучим. У 1977 році він дебютував сольно зі студійним альбомом Lee Soo Man.
Лі Су Ман створив першу хеві-метал групу в Кореї, та на той час такий жанр музики був заборонений, тому гурт не зміг далі існувати.
Покинувши мрії про кар'єру успішного співака, Су Ман відправився до Америки навчатися на інженера-робототехніка у Каліфорнійському державному університеті.

## Початок історії SM Entertainment
У 1980-х Лі Су Ман уперше побував у США. Саме у той час розпочав своє мовлення телеканал MTV, присвячений молодіжній популярній музиці. Чоловіку довелося бути свідком появи й розквіту телекомпанії. Спостерігаючи за ростом популярності MTV, Су Ман передбачив стрімкий розвиток і розширення не тільки американської, а й світової музикальної індустрії.
Повернувшись у Корею, він усвідомив, що на батьківщині не було жодних виконавців, яких визнавали закордоном, і які би могли стати основою для подальшого випуску всесвітньо відомих зірок. Сама ідея існування корейського артиста, якого знають та поважають у всьому світі, здавалася недосяжною. Тому Су Ман вирішив спробувати втілити цю мрію в реальність власноруч.
У 1989 році він започаткував агенцію SM (SM Production Agency) з наміром відкривати нові таланти та перетворювати їх на успішних артистів, що будуть популярними не лише в Кореї, а й у інших країнах.
У 1995 році компанія змінила назву на SM Entertainment. Першим артистом, спродюсованим Су Маном, був Хьон Чжіньон. Він дебютував у 1990 році і відомий своєю роллю у впровадженні хіп-хоп музики до культури Південної Кореї (де раніше такий стиль музики взагалі не сприймався). Проте у 1993 році кар'єра молодого артиста завершилася гучним скандалом: він був звинувачений у вживанні метамфетаміну та засуджений до позбавлення волі.
Такий гіркий досвід дозволив Су Ману винести для себе, як для продюсера, цінний урок: артист повинен мати бездоганну репутацію, він має слугувати прикладом для молоді та пропагувати загальноприйняті моральні цінності. Абсолютно позитивний образ ідеальної (очима корейського суспільства) людини.
Тож інцидент допоміг директорові компанії дебютувати краще підготованих артистів у подальшому, таких як чоловічий гурт H.O.T.(1996 р.) та жіночий гурт S.E.S. у 1997 році, чоловічий гурт Shinhwa у 1998, R&B дует Fly to the Sky у 1999 та солістка BoA у 2000 році.

## Перше покоління Халлю
Першою стадією плану Лі Су Мана щодо завоювання світу музикою було розширення впливу на Азію, зокрема Китай і Японію у першу чергу.
Група H.O.T. блискуче справилася із завданням продюсера, здобувши велику популярність як у Кореї, так і в Китаї. А соло-виконавиця BoA, яку згодом прозвали «Королевою Кей-попу», завоювала Японію, і це не дивно, адже компанія готувала її до дебюту в цій країні з 11 років.
У 2000 р. в рамках першого туру артистів SM «SMTOWN Live World Tour» був уперше проведений концерт групи H.O.T. у Шанхаї, що мав неабиякий успіх. Цей, як казав Лі Су Ман, «Сенсаційний момент, який я ніколи не забуду», став початком першої хвилі Халлю (дослівно -  «корейська хвиля»), а також означав початок історії Кей-попу, жанру, який у наші дні є одним із найпопулярніших серед молоді.
У 2003 дебютував чоловічий гурт TVXQ, який з легкістю підкорив азійського слухача, завойовуючи перші місця у китайських та японських чартах одразу ж після випуску пісні. А перший японський альбом-збірник групи побив рекорд співака Бон Джові за кількістю продажів, зафіксований 1995 року.
Все більше й більше китайських і японських фанатів приїжджають до Кореї аби потрапити на концерт улюбленої групи, що дозволяє компанії створити національний бренд — Корейський бренд, шляхом лише культурного впливу. Як результат, туристичний потік до Південної Кореї значно збільшується завдяки Халлю.

## Друге покоління Халлю

### Super Junior
У наступні роки Лі Су Ман дебютує таких  виконавців, як TRAX (2004), The Grace (2005) та Super Junior (2005). Остання група, яку прозвали ще «Королями Халлю», стала однією з найуспішніших груп в історії Кореї. Super Junior не тільки встановили абсолютне домінування на просторах Азії, завойовуючи усі нагороди та першість у музикальних чартах 4 роки підряд, а й представили корейську музику світу, обходячи західних артистів на американських преміях (Teen's Choice Awards).

### Girls' Generation
Ще більшу популярність мали жіноча група Girls' Generation (2007) та  чоловічий гурт Shinee (2008). Girls' Generation стали найпродаванішою жіночою групою в історії Азії, а Billboard назвав їх найвидатнішою жіночою групою за всі часи.

### Shinee
Shinee (так само як і Girls' Generation) не тільки підкорили шоу-бізнес Південної Кореї, а й стали найпопулярнішими артистами в Японії, затьмаривши місцевих виконавців. У 2017 р. на Азійській конференції лідерства Екс-президент США Барак Обама висловив своє зацікавлення корейською культурою та тим, як захоплюються нею американські підлітки, приводячи в приклад саме групу Shinee.

### f(x)
Наступна жіноча група f(x), що дебютувала у 2009, завоювала і азійського, і американського слухачів: їх альбом Pink Tape був єдиним Кей-поп альбомом у списку найкращих альбомів 2013 року за версією журналу Fuse, а також був названий найкращим альбомом 2010-х (Billboard).
Групи Shinhwa, Super Junior, Girls' Generation, Shinee та f(x) стали найяскравішими представниками другого покоління Халлю, що насправді було другим етапом плану Лі Су Мана: зміцнити позиції свого продукту у Китаї та пробитися на американський ринок. І йому це, безумовно, вдалося. Про це свідчить концерт «SMTOWN Live World Tour» в Америці, білети на який були розпродані, а 70 % аудиторії не були азійцями, але співали пісні улюблених артистів корейською мовою.  

## Третє покоління Халлю
Третя стадія розвитку корейської музики мала на меті остаточне захоплення американського музикального простору.

### EXO
У 2012 дебютує група EXO, пізніше прозвана «Вибором нації». Своєю появою гурт б'є всі рекорди Кей-попу, встановлені до цього. EXO набувають надзвичайної популярності по всій Азії та підкорюють Америку своїми хітами. Квитки розкуповують менш, ніж за 2 секунди, тому доводиться збирати стадіони по декілька разів, проводячи додаткові концерти (Exo from Exoplanet: The Lost Planet; EXO PLANET #3). Їх пісні дебютують на перших місцях у чартах Billboard одразу після випуску, з кожним релізом група встановлює нові рекорди продажів альбомів, які сама потім і б'є (наприклад, за тиждень продажів альбом EXO «DON'T MESS UP MY TEMPO» побив рекорд самої групи, раніше встановлений попереднім альбомом 'The War').
У 2018 р. відбулося урочисте вручення пам'ятних медалей EXO як представникам третього покоління Кей-попу за величезний внесок у розвиток Халлю (вони стали першими артистами, що отримали таку відзнаку). Цього ж року пісня Power вперше заграла на шоу фонтанів у Дубаї. Це перша корейська пісня, яка звучала на одному з найбільших фонтанів усього світу нарівні з таким хітом, як «Thriller» Майкла Джексона. Через місяць EXO виступили на закритті Зимових Олімпійських Ігор в Пхьончхані. Кожен новий альбом групи EXO (як і альбоми учасників групи, що ведуть сольну діяльність) продається тиражами більше мільйона копій(до прикладу, соло-альбом Бекхьона «Delight», продажі якого перевищили 1 млн копій). Деякі з учасників також знялися у голлівудських фільмах: Кріс Ву у фільмах «Валеріан та місто тисячі планет» і «Три ікси: Реактивізація» та Лу Хан у фільмі «Велика стіна». У 2019 році учасники групи були спеціальними гостями на вечері у тодішнього президента США Дональда Трампа.

### Red Velvet
У 2014 новий жіночий гурт Лі Су Мана Red Velvet вкотре підкорює корейського та зарубіжного слухача тільки-но дебютувавши. Red Velvet  визнано одним із найпопулярніших К-поп гуртів у всьому світі, такими виданнями як «Таймс» та «Білборд». Також вони отримали кілька престижних нагород за музику, хореографію та популярність. Зокрема, у 2015 році, гурт отримав нагороду корейської премії «Golden Disk Awards» в категорії «новий артист», та став кращим дівочим гуртом 2017 року на Mnet Music Awards. Як і попередні жіночі групи SM, Red Velvet  чудово сприймаються японською публікою: група видає японський альбом та гастролює країною. Гурт виступив у Пхеньяні 1 квітня 2018 року у рамках концерту «Весна йде», що був частиною широкої дипломатичної ініціативи між Південною та Північною Кореєю. У жовтні того ж року Міністерство культури, спорту та туризму Південної Кореї нагородило групу  за їх внесок у підвищення обізнаності про популярну культуру та мистецтво країни. Директор Корейського фонду міжнародного культурного обміну під час обговорення Корейської хвилі у 2018 році назвав Red Velvet однією з найталановитіших груп країни, які «значною мірою просували K-pop».

### NCT
У 2016 році дебютувала нова чоловіча група  SM Entartainment під назвою NCT. Підкоривши Азію у перший рік після свого дебюту та забравши усі нагороди у номінації «новачків року» на корейських преміях, у 2017 група відправилася підкорювати Америку. NCT стали головними зірками кількох епізодів відомих американських телешоу(Jimmy Kimmel Live!), а також увійшли до списку «наступних популярних артистів» Apple Music. У 2018 група зняла у Києві кліпи на пісні «Boss» та «Baby don't stop». З часом виявилося, що ці роботи спричинили найбільший стрибок популярності гурту та привабили найбільшу кількість фанатів.  Щоразу нові сингли групи дебютують на перших позиціях у чарті Billboard 200. Вплив групи виходить далеко за межі Азії — NCT здобули популярність на трьох континентах (Євразія, Америка та Африка), здійснивши мрію продюсера Лі Су Мана про вплив корейської музики у всьому світі. «Відчуття, ніби вони не з 2020 року, а з 2030 року. Виглядають, як синонім слова „майбутнє“. Вони всюдисущі, і якщо говорити відразу про весь проект NCT, то ще й нескінченні.», — MTV Russia, 2020.

### SuperM
2019 року SM Entartainment дебютує новий чоловічий гурт SuperM, який називає «месниками К-попу», адже до його складу входять найвідоміші  учасники вже існуючих груп компанії: Темін (Shinee), Бекхьон і Кай (EXO), а також Тейон, Лукас, Тен і Марк (NCT). Їх  приголомшливий успіх в Азії був природнім: всіх мемберів (так називають учасників К-поп груп) фанати вже знали і любили, тому одразу підтримали групу. Діяльність SuperM направлена на здобуття більшої популярності в Америці, тож у 2019—2020 рр. вони провели свій перший тур, що, звичайно мав успіх, адже американські фанати теж були знайомі з «новачками». В листопаді 2019 року SuperM разом зі співачкою BoA були оголошені амбасадором міжнародних корейських авіаліній. У 2021 році розпочалася колаборація групи SuperM із провідною страховою компанією Prudential, метою якої є підкреслити важливість турботи про здоров'я.

## Четверте покоління Халлю

### Aespa
У листопаді 2020 року дебютує нова жіноча група Aespa. Не зважаючи на карантинні обмеження, що перешкоджають просуванню гурту, Aespa навіть за таких умов завойовує шалену популярність і отримує нагороду у номінації «найкраща нова жіноча група-новачок» на премії Seoul Music Awards for Best New Artist. Варто зауважити, що у номінацію потрапляють групи, що дебютували протягом усього року, але Aespa забрали звання найкращих новачків, дебютувавши лише за 2 місяці до самої церемонії нагородження.

## Концепція
Побачивши планку музикального бізнесу в США, Лі Су Ман прагнув вивести корейську індустрію на такий же рівень, але він усвідомлював, що дві країни мають абсолютно різний культурний фон, і схема, що спрацювала в Америці, не підійде для Кореї.
Чоловік чудово розумів, що Америка та Європа змогли поширити та популяризувати свою культуру завдяки значному економічному розвитку, який перетворив їх на потужні держави та надав значного впливу у світі. Проте Су Ман знав, що економічне положення Кореї у ті часи було скрутним, тому його ціллю стало спершу показати світові культуру Південної Кореї, аби її популярність дозволила підняти економіку країни. Азійські інформаційні технології домінували у світі на той час, тому наступним кроком він вважав розвиток культурних технологій. Від інформаційних технологій їх відрізняла набагато складніша система, експорт культурного контенту та розширення й об'єднання Азійського ринку шляхом колаборацій із місцевими компаніями. Це дозволило би розбудувати сильний і надійний глобалізований ринок у майбутньому.

### Cultural Technology (культурні технології)
Тому Лі Су Ман розробляє власну систему підготовки, випуску та просування артистів під назвою Cultural Technology, девізом якої стає «Culture first, economy next»(«Спершу культура, потім — економіка». До підготовки цього плану, як і до інших своїх робіт, Лі Су Ман підходить одразу з декількох сторін: ідейної, наукової та підприємницької.
Система Cultural Technology була розроблена чоловіком ще у 90-ті, але до сих пір є основним способом продюсування артистів у Південній Кореї, Японії та Китаї. Вона складається із чотирьох етапів:
1. Кастинг
2. Період трейні (тренувань)
3. Розробка концепту
4. Менеджмент та маркетинг

На кастингу із 1000 молодих талановитих людей обирають 10-20 чоловік, далі йде виснажливий період тренувань, який в середньому триває 5 років, підготовка трейні (так у К-попі називають дітей, що тренуються) до дебюту. Наступній стадії Су Ман приділяє особливу увагу, адже від концепту залежить, чи сподобається виконавець аудиторії, чи ні. І останнім етапом є просування групи та вміле керування її діяльністю для отримання якомога більшого прибутку. У цьому й полягає основна відмінність корейського шоу-бізнесу від західного: корейський продюсер бере підлітка із задатками, тренує, виховує з нього артиста та дебютує, в той час, як американський продюсер просто знаходить вже готового співака.

### Айдоли
Після падіння слави  свого першого артиста Хьон Чжіньона, Су Ман усвідомлює, що американська модель поведінки ще чужа народові, і діяльність артиста  повинна відповідати правилам, що диктуються корейським суспільством, яке є досить консервативним.
Тож він створює новий образ артиста, який відтепер зветься айдолом. Айдол — це, в першу чергу, ідеальні манери, «правильні»(з точки зору корейського суспільства) погляди на життя, надзвичайно приваблива зовнішність та відсутність шкідливих звичок, проблем із законом та скандалів у минулому. Ідеальна людина, що закохує в себе з першого погляду. Поняття «айдол» поєднує в собі одразу декілька видів занять: співак, танцівник, модель, актор, репер, інфлуенсер. Їх також називають «національними бойфрендами», що означає повну довіру та відданість своїм фанатам та заперечує будь-які стосунки з дівчиною. Через 3 роки після дебюту заборона на відносини знімається, але кожен артист старається тримати в таємниці і не розкривати подробиці особистого життя, адже поява новин про відносини завжди призводить до гучного скандалу, різкого падіння популярності та шаленої ненависті з боку фанатів. Корейський айдол повинен належати лише прихильникам. Це стосується як жіночих, так і чоловічих груп.
Ідея Су Мана дійсно спрацювала: фанати обожнювали його нових артистів, закохувалися до нестями і боготворили своїх кумирів, що, безумовно, впливало і на фінансовий бік справи.
Але для того, щоб стати айдолом, недостатньо бути гарним та вміти співати й танцювати. Су Ман стверджує, що талант не має великого значення, набагато важливіше — старанна праця. Продюсер виділяє три основні моменти, завдяки яким йому вдається створити генія музикальної індустрії: зацікавленість артиста, зосередженість на справі та пристрасть до свого діла. Лі Су Ман вірить, що лише наполеглива праця та щирий інтерес до роботи дають людині можливість досягнути великих висот.

### Системи устрою груп
Лі Су Ман випробовував різні способи просування груп.
До прикладу, в гурті Super Junior діяла система випуску, тобто з кожним роком учасники покидали групу(і переходили до нової підгрупи), а на їх місце приходи новачки. Але така схема зазнала краху, бо фанати звикали до своїх кумирів і не хотіли бачити на їх місці іншу людину, що виступає з тою ж  самою піснею.
Наступна спроба була з групою EXO, яку Су Ман розділив на дві підгрупи по 6 чоловік: корейську -  EXO-K та китайську -  EXO-M, які просувались з однаковими піснями у двох різних країнах на двох різних мовах, та збиралися разом як EXO для спільної групової діяльності. Та прихильники були незадоволені слабким просуванням китайської підгрупи, тому обидві частини довелося об'єднати в одну групу EXO.
Проте Лі Су Ман не бажав відпускати ідею з підгрупами. Тож його наступний експеримент ще більше вражає своєю унікальністю.
Система групи NCT найскладніша з усіх гуртів, що коли-небудь існували. У 2016 році по черзі дебютували юніти(підгрупи) групи NCT: спочатку NCT U, потім NCT 127, і згодом NCT Dream. Один учасник міг одночасно входити до декількох підгруп (наприклад Марк, що входить до усіх трьох юнітів та до складу групи SuperM). До кінця року кількість учасників групи NCT налічувала 14 осіб. З кожним роком до складу групи додаються нові учасники. NCT 127(Сеульський юніт; 127, бо місто Сеул знаходиться на 127 паралелі)  та NCT Dream — фіксовані юніти, що не змінюють свого складу(у 2018 Марк випустився з юніту NCT Dream і певний час не просувався разом з ними, та фанати були цим дуже засмучені, тому у 2021 камбек групи буде у початковому складі). NCT U — підгрупа, до якої з кожним новим промоушеном входять різні учасники(з інших підгруп). Так, для просування з новим синглом «Boss» до складу NCT U входило кілька учасників підгрупи NCT 127 та двоє нових хлопців, а для промоушену з піснею «From home» зібрали учасників різних національностей з кожної підгрупи: трьох корейців(Дойон, Хечан та Теиль), трьох китайців (Кун, Ронджун і Чонло)  та японця (Юта). У 2019 р. був створений ще один китайський юніт, що має назву WayV. Це підгрупа, що складається із шістьох китайських та одного тайського мемберів, що просуваються переважно у Китаї. Назва юніту не містить слова NCT тому, що у Китаї була введена заборона на Халлю, тому Лі Су Манові довелося створювати окремий лейбл для просування підгрупи у країні та змінювати назву бренду.
На даний момент у групі NCT вже 23 учасники. Раз на два роки всі мембери NCT збираються разом для масштабного просування повним складом. Так відбулися проекти NCT 2018 та NCT 2020. Останнє возз'єднання було справді масштабним. Хоча для запису пісень хлопців і ділять на підгрупи, та все ж над однією піснею та хореографією до неї  працюють абсолютно всі учасники. Так, у листопаді 2020 року в рамках альбому «Resonance»  був випущений кліп «Raise the roof» [Архівовано 7 грудня 2020 у Wayback Machine.], де всі 23 учасники танцюють та співають. Промоушен мав приголомшливий успіх, а на щотижневих музикальних шоу за головну нагороду змагалися NCT U проти NCT U — два юніти одної і тої ж самої групи.
Не зважаючи на таку заплутану схему, ця система дійсно працює і доводить свою ефективність.
У майбутньому Лі Су Ман планує дебютувати нові юніти в інших країнах, що складатимуться як з учасників-азійців, так і з американців та європейців.
Таким чином, NCT перетвориться на широку всесвітню мережу, що матиме вплив у різних куточках планети.

## Підсумок діяльності Лі Су Мана (станом на 2021р.)
Зважаючи на шляхи просування, які обирає Су Ман, робимо висновок, що продюсер не боїться ризикувати: він впроваджує нові тренди, не знаючи, як відреагує корейський глядач. Але більшість таких рішень приносять компанії успіх саме тому, що айдоли SM розривають шаблони та руйнують застарілі стандарти. До прикладу, учасник групи Super Junior Шіндон, був першим айдолом із надмірною вагою, а учасниця гурту f(x) Ембер мала андрогенний образ, зовсім незрозумілий корейцям, та це тільки підігріло увагу слухача і зробимо групи популярнішими. Айдол Темін (Shinee, SuperM), відомий своїм танцювальним талантом та сміливими образами, руйнує гендерні стереотипи в танцях і моді, доводячи, що творчість не має статі і може набувати різних форм.
Проаналізувавши шлях продюсера Лі Су Мана, можна сміливо стверджувати, що він познайомив світ із К-поп культурою, та, фактично, заснував її. Су Ман не тільки спродюсував найпопулярніші за версією світової спільноти кей-поп групи, а й здійснив величезний внесок у розвиток шоу-бізнесу Кореї та Азії в цілому(придбав і почав розвивати агенцію для акторів KeyEast Entertainment та модельну агенцію Esteem Entertainment), запровадив центр художньої освіти для майбутніх зірок SM Institute та дав початок самостійному росту таких артистів, як Кріс Ву, Лу Хан та Чжан Ісін (у 2020 р. заснував уже власну компанію для пошуку та продюсування молодих зірок Chromosome Entertainment у Китаї) та допоміг створенню таких компаній як Label SJ.
Так, Лі Су Ман підняв корейську музикальну індустрію і зробив її однією з найпотужніших та найприбутковіших у світі.